# Echinax javana
Echinax javana là một loài nhện trong họ Corinnidae.
Loài này thuộc chi Echinax. Echinax javana được Christa L. Deeleman-Reinhold miêu tả năm 1995.